# 你照亮我的生命
《你照亮我的生命》（英語：You Light Up My Life）是1977年的一部浪漫喜劇電影，由填詞人約瑟夫·布魯克斯（Joseph Brooks）編劇及導演，並由Didi Conn、Stephen Nathan及Michael Zaslow等主演。這首歌的主題曲除了獲得了奧斯卡的最佳主題曲，亦雄霸當年的流行榜多個星期。很多人以為歌曲由女主角主唱，但其實是由Kasey Cisyk幕後代唱。

## 外部連結
- 互联网电影数据库（IMDb）上《You Light Up My Life》的资料（英文）